# Duane Washington
Duane Eddy Washington Jr (ur. 24 marca 2000 we Frankfurcie nad Menem) – amerykański koszykarz, występujący na pozycjach rozgrywającego lub rzucającego obrońcy, obecnie zawodnik New York Knicks.
W 2021 reprezentował Indianę Pacers podczas rozgrywek letniej ligi NBA.
7 kwietnia 2022 zawarł z Pacers umowę do końca sezonu. 3 sierpnia 2022 podpisał kontrakt z Phoenix Suns. 1 lutego 2023 został zwolniony. 28 lutego 2023 zawarł umowę z New York Knicks na występy zarówno w NBA, jak i zespole G-League – Westchester Knicks.

## Osiągnięcia
Stan na 25 września 2023, na podstawie, o ile nie zaznaczono inaczej.
NCAA
- Uczestnik rozgrywek:
  - II rundy turnieju NCAA (2019)
  - turnieju NCAA (2019, 2021)
- Zaliczony do:
  - I składu turnieju Big Ten (2021)
  - III składu Big Ten (2021)
- Lider Big 10 w liczbie celnych (89) i oddanych (238) rzutów za 3 punkty (2021)
- Zawodnik tygodnia Big Ten (22.02.2021)